# کارین سینگستاد
کارین سینگستاد (انگلیسی: Karin Singstad؛ زادهٔ ۲۹ دسامبر ۱۹۵۸) بازیکن هندبال اهل نروژ است.